# Roberta Benzi
Roberta Benzi García (Bolivia, c.1964 - La Paz, 18 de agosto de 2019) fue la primera mujer trans en Bolivia.

## Primeros años
En una entrevista con la fotógrafa francesa Delphine Blast, Benzi dijo que supo que era mujer desde sus siete años y que en ese entonces pensaba que su pene se caería eventualmente. Contó también que se vestía con la ropa de su madre para verse como una niña y que fue justamente su madre, elegida Miss Bolivia en 1956, quien la apoyó en toda su lucha por cambiar de identidad. 

## Cambio de identidad de género y trayectoria de vida
A sus 21 años, Roberta se dirigió a Brasil para hacerse una operación de cambio de sexo que, en ese entonces, costaba 50.000 dólares. De vuelta en Bolivia, después de muchas trabas sociales y legales, Benzi logró conseguir su cambio de sexo y de nombre (de Roberto a Roberta) en 1986.Este logro fue un hito para la comunidad LGBT en Bolivia. Al respecto, Benzi dijo:

Mis cambios de sexo e identidad los logré en 1986. Luego de una odisea demasiado larga de describir, que incluyó chantajes, acoso y toda clase de violencias por parte de policías y autoridades judiciales.

Benzi fue encarcelada en los años 1986 y 1987, pues en aquel entonces la transexualidad se consideraba un delito. De hecho, también se la acusó falsamente de ejercer la prostitución.Benzi cuenta que en el año 2000, su identidad fue vulnerada nuevamente por un empleado de identificaciones que se negó a reconocer su cambio de nombre y que, por tal razón, estuvo sin documento de identificación durante dos años, hasta que en 2002 pudo consolidar definitivamente su cambio de identidad.
Se dice que fue la primera mujer trans boliviana pues logró el cambio de nombre en sus documentos sin que hubiese una ley que lo permitiera. Posteriormente, desde 2016, gracias a la promulgación de la Ley 807 de Identidad de Género, todos los ciudadanos bolivianos pueden cambiar su nombre y su sexo en sus documentos de identificación. Gracias a esta ley, Pamela Valenzuela fue la primera mujer trans en cambiar legalmente su nombre. Sin embargo, Benzi llegó a comentar en varias ocasiones que la promulgación de esta ley le parecía innecesaria, pues su caso había sentado la jurisprudencia necesaria:

Pienso que la Ley 807, aprobada el 21 de mayo de 2016, era innecesaria, puesto que mi caso sentó jurisprudencia sobre el derecho a la identidad de todas las personas transgénero y transexuales [...] por lo que ya debía ser un derecho adquirido. En otras palabras, si fue posible para mí, tras un largo proceso judicial, no se lo podían negar a nadie en Bolivia.

Asimismo, Benzi se manifestó en contra de una periodista que sugirió que ella había logrado su cambio de identidad gracias a la amistad de su padre con Hugo Banzer Suarez.
Benzi también fue diseñadora de modas y joyas, periodista, esteticista, chef, restauradora de antigüedades, escritora y pintora. Asimismo, fue candidata a la Asamblea Constituyente y portavoz del foro político de mujeres. También fue elegida Miss Bolivia Gay en 1983.

## Muerte
Murió de un paro cardiaco en la ciudad de La Paz el año 2019 a los 55 años.